# دنی کارلتون
دنی کارلتون (انگلیسی: Danny Carlton؛ زادهٔ ۲۲ دسامبر ۱۹۸۳) بازیکن فوتبال اهل بریتانیا است.
از باشگاه‌هایی که در آن بازی کرده‌است می‌توان به باشگاه فوتبال چستر، باشگاه فوتبال دارلینگتون، باشگاه فوتبال مورکم، باشگاه فوتبال بری، باشگاه فوتبال هاید، باشگاه فوتبال کارلایل یونایتد، باشگاه فوتبال گریمزبی تاون، و باشگاه فوتبال لانکستر اشاره کرد.